# Racki Most
Racki Most – część wsi Mejszule na Białorusi, w obwodzie witebskim, w rejonie brasławskim, w sielsowiecie Mieżany.
Dawniej samodzielna osada.

## Historia
W czasach zaborów zaścianek leżał w granicach Imperium Rosyjskiego.
W latach 1921–1945 zaścianek a następnie osada leżała w Polsce, w województwie nowogródzkim (od 1926 w województwie wileńskim), w powiecie brasławskim, w gminie Opsa a następnie w gminie Brasław.
Według Powszechnego Spisu Ludności z 1921 roku zamieszkiwało tu 12 osób, wszystkie były wyznania rzymskokatolickiego i zadeklarowały polską przynależność narodową. Był tu 1 budynek mieszkalny. W 1931 w 1 domu zamieszkiwało 7 osób.
Wierni należeli do parafii rzymskokatolickiej w Opsie. Miejscowość podlegała pod Sąd Grodzki w Opsie i Okręgowy w Wilnie; właściwy urząd pocztowy mieścił się w Opsie.